# Burg Kniphausen
Die Burg Kniphausen in Fedderwarden im Stadtgebiet von Wilhelmshaven in Niedersachsen wurde 1438 gebaut und hatte schließlich „das typische Bild eines Adelssitzes der Spätrenaissance“. 1666/67 wurde sie zur Festung mit vier Eckbastionen ausgebaut.

## Geschichte
Die spätmittelalterliche Burg wurde am damaligen Nordufer der Maade errichtet, die sich hier buchtförmig zur Jade hin erweiterte.
Die Burg entwickelte sich aus der Burg Knipens, deren Standort auf der Wurt „Mönkeberger Busch“ vermutet wird. Diese wurde 1433 der Häuptling Lubbe Onneken erheiratete und um 1438 zu seinem festen Sitz mit Steinhaus und Wassergraben ausbauen ließ. Nach seinem Tod 1477 erbte zunächst Iko und dann sein Vetter Fulf von Inhausen die Herrschaft einschließlich der Burg. In der Sächsischen Fehde wurde die Burg 1514 zerstört. Der Wiederaufbau als Schlossanlage wurde erst 1546 durch Fulfs Sohn Tido vollendet. Das Schloss bestand aus einem großen Vorburgring und der „Neuen Burg“, einem annähernd quadratischen, vierflügeligen Gebäudekomplex mit angesetztem, siebeneckigen Turm im Nordosten. Tido verlor die Burg  im Folgejahr als Parteigänger des Schmalkaldischen Bunds, durfte sie aber zurückkaufen. Das daraufhin von Fräulein Maria von Jever angestrengte Gerichtsverfahren zog sich bis 1623 mit dem Ergebnis hin, dass die Burg an ihren Rechtsnachfolger Graf Anton Günther von Oldenburg übergeben wurde. 1666/1667 wurde die Anlage zu einer modernen Festung von 350 × 300 m Größe mit vier Eckbastionen ausgebaut. Nach Anton Günthers Tod ging das Anwesen über seinen unehelichen Sohn Anton I. von Aldenburg an das Haus Aldenburg-Bentinck. 1703/05 wurde das „alte Steinhaus“ auf dem alten Burgareal abgebrochen. Auch das damalige Hauptgebäude wurde 1708 durch Brand zerstört und nicht wieder aufgebaut. 1744 wurde das Areal der Hauptburg eingeebnet und der innere Graben verfüllt. Das heutige Hauptgebäude entstand durch den Umbau des Marstalls in der Vorburg. Als Folge der napoleonischen Besetzung erlangte die Grafschaft Oldenburg die Herrschaft über Kniphausen. Zwischen 1832 und 1834 wurde die baufällige Burgmauer abgebrochen. 1862 erwarb Edzard zu Innhausen und Knyphausen den Stammsitz seiner Vorfahren aus dem Besitz des oldenburgischen Großherzogs zurück. 1977 gingen die inzwischen stark renovierungsbedürftigen noch vorhandenen Gebäude in den Besitz des "Verein zur Erhaltung der Burg Kniphausen e. V." über. Nachdem 1986 die für den Erhalt erforderlichen Mittel durch den Verein nicht mehr bereitgestellt werden konnten, wurden die Gebäude zu einem "symbolischen" Preis an einen Privatier verkauft. Das unter Landschaftsschutz stehende Gelände der Burg befindet sich seit 1980 im Besitz der Stadt Wilhelmshaven. Lediglich eine kleine Fläche mit einem darauf befindlichen  Gedenkstein vor dem ehemaligen Torhaus ist noch im Besitz der Familie Knyphausen.

## Beschreibung

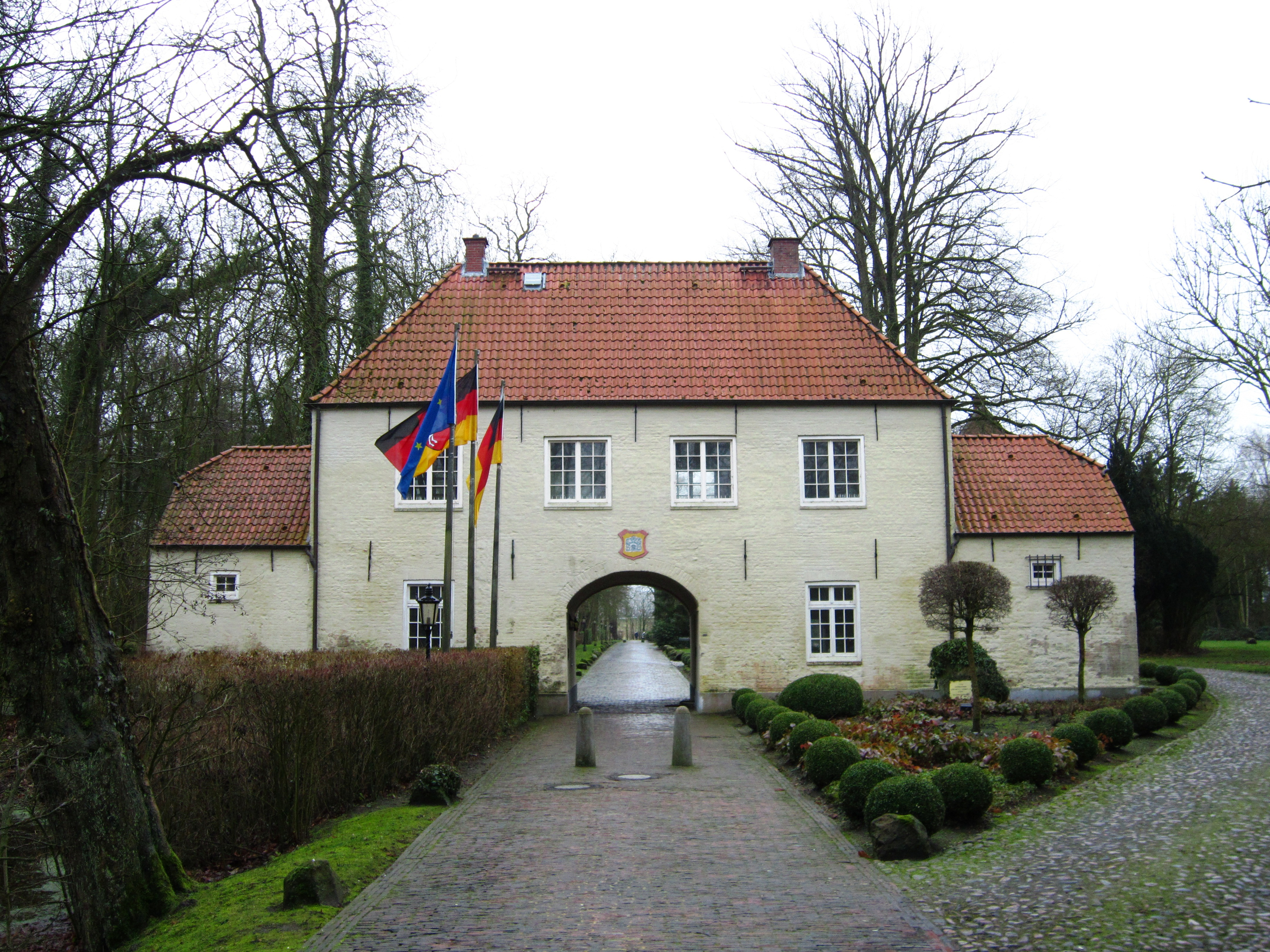
Torhaus der Burg Kniphausen

Von der Burganlage sind heute im Gelände der leicht erhöhte Burgplatz, zwei Teilstücke des südlichen Wassergrabens der Hauptburg sowie der äußere Wassergraben mit einer Breite von 15–20 m erhalten. Im Süden sind zudem der Festungswall und Reste der Süd- und Ost-Bastion des äußeren Befestigungsringes erkennbar.
Gebäude sind nur noch auf dem Vorburggelände vorhanden. Darunter befinden sich das Torhaus aus dem 16. Jahrhundert, der zweigeschossige, ehemalige Marstall aus der zweiten Hälfte des 16. Jahrhunderts mit achteckigem Treppenturm und zwei Stallgebäude.
Die Burg liegt auf dem Gebiet der Stadt Wilhelmshaven und befindet sich in Privatbesitz. Lediglich der sogenannte Ahnensaal und einige Nebenräume gehören der „Stiftung Burg Kniphausen“, die diese für Kulturveranstaltungen und Ausstellungen zur Verfügung stellt.
Nachdem die Burganlage angeblich im Sommer 2022 den Eigentümer gewechselt hat, ist seit Oktober 2022 das Betreten des Grundstücks gemäß Aushangschild nicht mehr gestattet. Inzwischen ist nur das Fahrradfahren verboten.